# Macomb Reservation State Park
Macomb Reservation State Park ist ein State Park im Gebiet der Town of Schuyler Falls im Clinton County, New York, Vereinigte Staaten. Der Park umfasst 600 acre (2,4 km²) und liegt am Salmon River, nördlich des Adirondack Park und etwa 3 km westlich des Ortes Schuyler Falls.

## Geschichte
Macomb Reservation State Park entstand aus einem Areal, das ursprünglich als Military Training Facility (Militärübungsgelände) genutzt wurde. Der Staat New York erwarb im April 1947 6372 acre (25,79 km²) von der Bundesregierung, 600 acre davon wurden 1968 an das New York State Office of Parks, Recreation and Historic Preservation übertragen. Das übrige Gelände wird vom New York State Department of Environmental Conservation zur Wiederaufforstung genutzt.

## Geographie
Der Park erstreckt sich auf der Anhöhe nördlich des Salmon River und oberhalb des dazu gehörigen Davis Lake. Das Gelände ist mit der Messschnur abgegrenzt und daher klar rechtwinklig eingeteilt. Im State Park gibt es einen Badestrand, ein Sportfeld und Picknickplätze. Darüber hinaus werden Freizeitangebote gemacht, ein Nature Trail bietet Bildungsmöglichkeiten und es gibt Möglichkeiten zum Angeln, Bootfahren, einen Campingplatz, sowie im Winter die Möglichkeit zum Ski-fahren und Langlaufen, Snowmobil-Fahren und Eislaufen.